# Unsere Mütter, unsere Väter
Unsere Mütter, unsere Väter ist ein dreiteiliger deutscher Fernsehfilm, der am 17., 18. und 20. März 2013 im ZDF sowie im Fernsehen des ORF gesendet wurde. Der erste Teil hatte den Untertitel Eine andere Zeit, der zweite Ein anderer Krieg und der dritte Ein anderes Land. Aus Anlass des 70. Jahrestages des Endes des Zweiten Weltkrieges wurde der Dreiteiler am 4., 5. und 6. Mai 2015 auf 3sat wiederholt. Aufgrund einer vermeintlich verzerrten geschichtlichen Darstellung, die von den Produzenten als künstlerische Freiheit deklariert wird, stand die Serie in Polen und den USA in der Kritik und wurde dort mitunter mit „Propagandafilmen aus der Nazizeit“ verglichen.

## Handlung und Personen
Fünf Freunde – der 21 Jahre alte Offizier Wilhelm, sein zwei Jahre jüngerer Bruder Friedhelm und die 20-jährigen Viktor, Greta und Charlotte (von ihren Freunden Charly genannt) – treffen sich im Berlin des Sommers 1941, um Abschied voneinander zu nehmen. Wilhelm und Friedhelm müssen als Soldaten der Wehrmacht an die Ostfront, Charlotte wird ihnen im Freiwilligeneinsatz als Krankenschwester folgen. Greta möchte Sängerin werden. Schon Weihnachten 1941 wollen sie sich wieder in Berlin treffen. Doch dazu kommt es erst nach Kriegsende 1945 und dem Tod zweier von ihnen.

### Charlotte
Charlotte ist in Wilhelm verliebt, traut sich aber nicht, ihm ihre Liebe zu gestehen. Sie meldet sich zum freiwilligen Kriegseinsatz als Krankenschwester und dient mehrere Kilometer hinter der Ostfront und Wilhelms sowie Friedhelms Infanteriedivision in einem Feldlazarett. Zunächst kann sie das Elend der verwundeten Soldaten nicht ertragen, härtet allerdings im Laufe der Zeit ab. Die ukrainische Ärztin Lilija hilft als Krankenschwester unter Verleugnung ihrer jüdischen Abstammung im Lazarett mit. Charlotte entdeckt dieses Geheimnis und verrät sie aus Pflichtgefühl. Sie bereut es, als Lilija daraufhin abgeholt wird.
Als Charlotte Friedhelm und Wilhelm während eines frontnahen Konzerts des Schlagersternchens Greta wiedersieht, weist Wilhelm sie kühl zurück, weil er ihr keine Hoffnungen machen will. Wilhelm ist zum Zeitpunkt des Wiedersehens bereits desillusioniert und glaubt nicht, den Krieg zu überleben. Als der schwerverwundete Friedhelm ins Lazarett gebracht wird, gibt ihn der Oberfeldarzt auf. Charlotte beharrt jedoch darauf, dass ihm geholfen wird, und rettet ihm so das Leben. Weil Friedhelm zu diesem Zeitpunkt glaubt, sein Bruder sei gefallen, und dies Charlotte mitteilt, beginnt sie ein Verhältnis mit dem Oberfeldarzt. Als am Lazarett Tage später eine Einheit des Bewährungsbataillons Halt macht, dem nun auch Wilhelm angehört, reagiert Charlotte schockiert.
Als das Lazarett aufgrund der herannahenden Front erneut rasch verlegt werden muss, begibt sich Charlotte auf die Suche nach der einheimischen Schwesternhelferin Sonja. Dadurch versäumt sie die Evakuierung und bleibt mit Sonja und den Schwerverwundeten zurück. Diese werden von der eintreffenden Roten Armee erschossen und Sonja als Kollaborateurin abgeführt. Unter den Rotarmisten befindet sich Lilija, in Wahrheit eine sowjetische Offizierin (ihr Motiv, sich für die Krankenschwesterstelle zu bewerben, war unter anderem, an Morphium für die Behandlung der eigenen Partisanen zu gelangen), die Charlottes Vergewaltigung unterbricht und Sonja erschießt, um ihr vor der unabänderlichen Todesstrafe Misshandlungen durch die Soldaten zu ersparen.

### Wilhelm
Wilhelm nimmt als Leutnant am Russlandfeldzug teil und glaubt wie seine Kameraden an einen schnellen Sieg. Nach und nach verliert er jedoch seinen Optimismus und Idealismus. Aufgrund des Kommissarbefehls soll er einen gefangenen sowjetischen Politkommissar erschießen, was gegen seine Offiziersehre verstößt. Dennoch führt er den Befehl aus.
Bald darauf wird er Zeuge der Kriegsverbrechen von SS und SD in den besetzten Gebieten, als z. B. ein jüdisches Mädchen unter dem Vorwand der Partisanenbekämpfung erschossen wird. Um nicht selbst von Partisanenminen getötet zu werden, treiben die Soldaten seiner Einheit Zivilisten vor sich durch ein Sumpfgebiet. Der in seiner Infanteriekompanie dienende Friedhelm erinnert ihn an seine Äußerung beim Abschied in Berlin, dass der Krieg das Schlechteste in ihnen zutage bringen wird.
Im Rahmen des Unternehmens Zitadelle bekommt Wilhelm, inzwischen mit dem EK 1 ausgezeichnet und im Rang eines Oberleutnants, den Befehl, eine Telegrafenstation einzunehmen. Die dort verschanzten sowjetischen Truppen sind militärisch überlegen. Für Wilhelm und seine Männer ist keine Panzer- oder Luftunterstützung verfügbar. Als eine Granate und darauf folgend Geschosse einer Panzerfaust neben ihm einschlagen und er mitansehen muss, wie die meisten seiner Soldaten im Kampf um die Telegrafenstation fallen, wird er traumatisiert und schleppt sich in eine Waldhütte. Dort wird er später von der Feldgendarmerie aufgegriffen und als Deserteur verhaftet. Hauptmann Feigl teilt ihm mit, dass die zu seiner Entlastung vorgebrachten Argumente „Amnesie nach einem Granateneinschlag“ und „gemeinsamer Frankreichfeldzug 1940“ beim Richter kein Gehör fanden. Das Todesurteil wird jedoch am nächsten Tag in eine Strafversetzung in das Bewährungsbataillon 500 umgewandelt. Dessen sadistischen Oberfeldwebel ersticht er zuletzt, um sich von der Einheit abzusetzen. Nach Kriegsende kehrt er zu Fuß nach Berlin zurück.

### Greta
Greta lässt sich zugunsten ihres jüdischen Freundes Viktor und zur Förderung ihrer Gesangskarriere auf eine Affäre mit dem verheirateten, im Dienste der Gestapo stehenden SS-Sturmbannführer Dorn ein. Sie bittet ihn, Viktor zur Flucht zu verhelfen. Dorn hintergeht sie jedoch und lässt Viktor deportieren. Greta trifft Friedhelm, Wilhelm und Charlotte in Russland wieder, als sie, inzwischen als Greta del Torres berühmt, ein von Dorn initiiertes Konzert für die Soldaten gibt. Greta lebt in ihrer eigenen Traumwelt. Von der Grausamkeit des Krieges bekommt sie erst eine Vorstellung, als sie wegen ihrer Starallüren den Rückflug verpasst und Charlottes Arbeit im Lazarett kennenlernt.
Zurück in Berlin gesteht sie ihrer Affäre Dorn ihre Schwangerschaft. Da dieser jedoch befürchtet, dass seine Frau dadurch von der Affäre erfährt, schlägt er Greta in den Bauch und lässt sie unter anderem wegen Defätismus, „Volksverhetzung“ und „Herabwürdigung des Führers“ festnehmen, da sie gegenüber aufdringlichen Soldaten äußerte, dass der Endsieg wohl ausfällt. Greta wird im Strafgefängnis Charlottenburg inhaftiert und kurz vor Kriegsende hingerichtet.

### Viktor
Viktor ist Jude und lebt bei seinen Eltern in einer Wohnung in Berlin. Er führt eine Beziehung mit Greta, obwohl dies als „Rassenschande“ gilt und unter Strafe steht. Letztendlich entschließt er sich zu fliehen, seine Eltern bleiben zurück. Allerdings wird Viktor, den Greta mit einer von Dorn verschafften neuen Identität in den USA wähnt, auf der Straße von der Gestapo aufgegriffen und mit anderen Gefangenen in einem Zug in Richtung eines Konzentrationslagers deportiert.
Zusammen mit Alina, einer polnischen Zwangsarbeiterin, gelingt ihm die Flucht aus dem Viehwaggon. Um von polnischen Partisanen nicht an die deutschen Besatzer ausgeliefert zu werden, schließen sich beide den Partisanen an. Da auch diese antisemitisch sind, muss Viktor seine jüdische Herkunft verleugnen. Für einen Angriff auf zwei deutsche Soldaten wird er als Lockvogel eingesetzt. Bei einem Überfall auf einen motorisierten Wehrmachtstrupp spielt er einen deutschen Soldaten und lotst die beiden Wehrmachtsfahrzeuge in einen Hinterhalt. Friedhelm als Fahrer eines Wagens erkennt ihn, ahnt die drohende Gefahr und entgeht zusammen mit SD-Offizier Hiemer dem Hinterhalt – auch weil Viktor den Partisanen nur vortäuscht, auf seinen Freund zu schießen.
Bei einem Überfall auf einen Zug erschießen die Partisanen Zugführer und begleitende Soldaten. Aus einem Waggon erbeuten sie Waffen, in den anderen Waggons finden sie KZ-Häftlinge vor, die sie jedoch nicht zu befreien gedenken. Viktor, im Zwiespalt, seine jüdischen Brüder und Schwestern zu befreien und damit seine jüdische Identität zu offenbaren oder den weggehenden Partisanen zu folgen, verhilft den Insassen schließlich zur Flucht und wird dafür aus der Partisanengruppe ausgeschlossen.
Bei einer Aktion gegen Partisanen kurz vor Kriegsende unter Hiemers Kommando, dem Friedhelm das Leben rettete und dessen Einheit Friedhelm seit dem Hinterhalt angehört, begegnet Viktor Friedhelm wieder. Dadurch, dass Friedhelm Hiemer erschießt anstatt seinen Freund, entkommt Viktor. Nach Kriegsende kehrt er nach Berlin zurück, wo er erfahren muss, dass seine Eltern und Greta tot sind, seine Wohnung anderen gehört und der Gestapomann Dorn nun in der alliierten Nachkriegsverwaltung beschäftigt ist.

### Friedhelm
Der frisch einberufene, sensible Friedhelm steht dem Krieg kritisch gegenüber und teilt die Begeisterung seiner Kameraden nicht. Diese sehen in ihm einen Feigling, da er sich im Gegensatz zu allen anderen nie freiwillig zu Einsätzen meldet. Auch sein Bruder Wilhelm, dessen Kommando er untersteht, und sogar der Vater der beiden sind dieser Auffassung. Als Friedhelm nach einem provozierten Fehler von Kameraden zusammengeschlagen wird, wartet Wilhelm mit dem Eingreifen zunächst ab und lässt ihn erst dann in ein Lazarett bringen.
Nach dem Verlust einiger Kameraden und einer schweren Verwundung kehrt er wieder an die Front zurück und stumpft immer mehr ab. Im Zuge des Unternehmens Zitadelle kämpft er als Unteroffizier Seite an Seite mit Wilhelm, er wähnt seinen Bruder nach einem Granatenangriff sowjetischer Soldaten tot. Diese Erfahrung lässt ihn weiter verrohen und seine bisher gelebten Werte ablegen. Er wird zum Prototyp eines Soldaten, der Befehle jedweder Art bis hin zur Tötung von Zivilisten weisungsgemäß ausführt und fortan von Vorgesetzten und Kameraden geschätzt wird. Nur noch selten schimmert durch diesen Panzer seine alte Persönlichkeit. So lässt er beispielsweise bei einer Aktion gegen Partisanen Viktor entkommen, indem er stattdessen seinen eigenen Vorgesetzten erschießt, den skrupellosen SD-Offizier Hiemer. Drei Tage vor Kriegsende führt er einen kleinen Volkssturmtrupp und stößt auf einen Verband der Roten Armee. Verständnislos gegenüber dem Fanatismus der indoktrinierten Jugendlichen geht er mit dem Gewehr im Anschlag auf die sowjetischen Soldaten zu und lässt sich erschießen. Der Trupp ergibt sich daraufhin.

## Hintergrund

### Entstehung
Das Projekt wurde vom deutschen Fernsehproduzenten Nico Hofmann und seiner im Potsdamer Stadtteil Babelsberg ansässigen Filmproduktionsgesellschaft teamWorx – einem Tochterunternehmen der UFA – verwirklicht, dessen Spezialgebiet geschichtliche Stoffe sind (Der Tunnel, Dresden, Die Flucht sowie die Dokudramen Mogadischu und Rommel). Hofmann äußerte, dass er zu diesem Projekt durch die Kriegstagebücher seines Vaters „inspiriert worden“ sei und in der Figur des Wilhelm Winter „Parallelen zur Biografie des Vaters“ erkenne.
Die Fakten und Daten wurden von drei Historikern überprüft, wobei auch historische Fotos herangezogen wurden. Autor Stefan Kolditz äußerte, „dass jeder, der dabei war, seine eigene Wahrheit und Erinnerung“ habe. Das Drehbuch von Kolditz benötigte sechs Jahre bis zur Fertigstellung. Es gab Vergleiche zu der vielfach ausgezeichneten US-Kriegsserie Band of Brothers.
Die Produktion kostete 14 Millionen Euro. Das ZDF übernahm davon etwa 10 Millionen Euro. Die Produktion erhielt zur Finanzierung Förderungen von diversen deutschen Filmförderanstalten: Film- und Medienstiftung Nordrhein-Westfalen, FilmFernsehFonds Bayern, Mitteldeutsche Medienförderung, Medienboard Berlin-Brandenburg, nordmedia Fond und Filmförderung Hamburg Schleswig-Holstein.

### Dreharbeiten
In 86 Tagen wurde an 141 verschiedenen Sets in Lettland, Litauen und in fünf deutschen Ländern gedreht. So wurden zahlreiche Szenen auf dem Gelände von Studio Babelsberg in Potsdam gedreht, sowohl Innen- als auch Außenaufnahmen. Alle im Berlin der 40er Jahre spielenden Einstellungen im Film entstanden auf dem Freigelände des Studios in großen Außenkulissen, der sogenannten „Berliner Straße“; so auch das Lokal, in dem sich die fünf Hauptfiguren immer wieder trafen. Ein weiterer Drehort war Potsdam-Marquardt. Ein anderer Hauptdrehort befand sich in Köln-Porz, wo ein Mitte des 19. Jahrhunderts erbautes Fort als Militärlazarett umgebaut wurde und das Partisanencamp entstand. Hinzu kam des Öfteren, vor allem im dritten Teil des Films, der leerstehende Altbau der JVA Nürnberg. Die Dreharbeiten fanden teils bei Temperaturen von bis zu −30 Grad statt. 2000 Komparsen und 50.000 Platzpatronen kamen zum Einsatz.

### Begleitende Dokumentation
Im Anschluss an den ersten Teil des Dreiteilers strahlte das ZDF die Begleitdokumentation Eine andere Zeit: Unsere Mütter, unsere Väter – Die Dokumentation aus, in der fünf Personen porträtiert werden, die jeweils Ähnliches erlebt haben wie die im Film dargestellten Figuren. Im Unterschied zum Spielfilm waren die Zeitzeugen jedoch nicht freundschaftlich miteinander verbunden und kannten sich vermutlich nicht einmal. Dadurch bleibt die Thematisierung der Freundschaftsverhältnisse im Dokumentarfilm vor, während und nach dem Krieg ausgespart.

## Veröffentlichungen
Am 21. März 2013, einen Tag nach der Ausstrahlung der letzten Folge beim ZDF, erschien der Mehrteiler auf DVD und Blu-ray.
Zudem hat das ZDF die Produktion in über 80 Länder verkauft. In den Vereinigten Staaten kam sie unter dem Titel Generation War im Januar 2014 in die Kinos und entfachte dort eine weitere Diskussion.

## Rezeption

### Einschaltquoten
Die Ausstrahlung des ersten Teils von Unsere Mütter, unsere Väter am 17. März 2013 wurde in Deutschland von 7,22 Millionen Zuschauern gesehen und erreichte einen Marktanteil von 20,1 Prozent für das ZDF. Der zweite Teil hatte 6,57 Millionen Zuschauer und einen Marktanteil von 19,5 Prozent. Den dritten Teil sahen 7,63 Millionen Zuschauer, was einem Marktanteil von 24,3 Prozent entsprach.
|               | Zuschauer ab 3 Jahren | Zuschauer ab 3 Jahren | 14- bis 49-jährige Zuschauer | 14- bis 49-jährige Zuschauer |
| Datum         | Reichweite            | Marktanteil           | Reichweite                   | Marktanteil                  |
| ------------- | --------------------- | --------------------- | ---------------------------- | ---------------------------- |
| 17. März 2013 | 7,22 Millionen        | 20,1 %                | 2,06 Millionen               | 14,5 %                       |
| 18. März 2013 | 6,57 Millionen        | 19,5 %                | 1,76 Millionen               | 13,7 %                       |
| 20. März 2013 | 7,63 Millionen        | 24,3 %                | 2,08 Millionen               | 17,5 %                       |

### Kontroversen
Die Ausstrahlung des Dreiteilers provozierte teilweise heftige Kritik. Die meiste Empörung kam aus Polen, wo der Serie eine fast ausnahmslos antisemitische Darstellung von polnischen Partisanen vorgeworfen wurde, während in den USA und in Russland eine „fragwürdige“ bis „verharmlosende“ Darstellung der NS-Verbrechen gesehen wird. Die polnische Bevölkerung, sowohl Partisanen als auch Zivilisten, würde einseitig als provinziell, primitiv und als die einzigen im Film überzeugten Judenhasser gezeigt. Die Tageszeitung Die Welt kritisierte einen Kontrast in der Darstellung der deutschen Haupthelden des Films als sympathische Berliner Elitekinder und den polnischen Widerständlern als provinzielle Bauernlümmel.
Ein Schwerpunkt der polnischen Kritik war die dramaturgische Darstellung der polnischen Heimatarmee. Viele Mitglieder dieser Untergrundorganisation würden als dumpfe Nationalisten und aggressive Antisemiten dargestellt. In einer Sejm-Debatte über Kulturpolitik warf 2018 der polnische Premierminister Mateusz Morawiecki dem vorhergehenden Kabinett unter Donald Tusk vor, zugelassen zu haben, dass der umstrittene Mehrteiler im polnischen staatlichen Fernsehkanal TVP ausgestrahlt wurde: „In dieser Serie waren die Soldaten der Wehrmacht Wohltäter, und die Soldaten der Untergrundarmee AK sind als schmutzige, abgerissene Antisemiten dargestellt. Das ist die Kulturpolitik, der ihr gehuldigt habt.“
Dem ZDF wurde auch von russischen Medien Verharmlosung des Holocausts sowie Verzerrung und Umschreibung der Geschichte vorgeworfen. Die New York Times stellte Parallelen zu NS-Propagandafilmen fest.
Die polnische Botschaft in Berlin kritisierte die „historisch bedenkliche Darstellung der Heimatarmee“ und die hierzu unkritische Berichterstattung in den deutschen Medien. Auslöser war vor allem ein Artikel von Ralf Georg Reuth in der Boulevardzeitung Bild. Die Aussage der Botschaft war, dass die polnische Heimatarmee nicht pauschal antisemitisch gewesen sei. Sie wies zusätzlich auf geschichtliche Fakten hin, die keinen Eingang in das fiktionale Werk gefunden hatten, z. B. dass die Heimatarmee die Hauptlast der Unterstützung für die im deutsch besetzten Polen verfolgten Juden getragen und ab 1942 eine Hilfs- und Rettungsorganisation für untergetauchte Juden betrieben habe.
Der polnische Germanist und Publizist Adam Krzemiński übte Kritik an den Produzenten des Dreiteilers, indem er anmerkte, dass andere Vorfälle zur Kriegszeit nicht mit in die Handlung eingebunden worden seien. Der Produzent Nico Hofmann entschuldigte sich dafür, dass sich durch den Film viele Menschen in Polen verletzt gefühlt hatten, und stellte fest, dass es nicht die Intention des Films war, von der deutschen Schuld an Krieg und Holocaust abzulenken. Er wies darauf hin, dass es in der Filmdramaturgie um das Überleben eines deutschen Juden im besetzten Polen ging und viele Aspekte, die in Polen als fehlend angemerkt wurden, nicht im Fokus des fiktionalen Werkes standen. Er nannte es einen Fehler, dass kein polnischer Historiker bei der Stoffentwicklung hinzugezogen wurde. Das ZDF produzierte anschließend einen Dokumentarfilm Kampf ums Überleben. Polen unter deutscher Besatzung, der sich u. a. mit der polnischen Heimatarmee auseinandersetzt.
Nachdem die polnische Staatsanwaltschaft eine Klage gegen den Film nach einer Prüfung ablehnte, reichten zwei Soldaten der Heimatarmee eine Zivilklage ein. Mit dem noch nicht rechtskräftigen Urteil des Krakauer Gerichtes wurde das ZDF zu Schmerzensgeld und einer Gegendarstellung verurteilt, da in dem Film die Heimatarmee als antisemitisch dargestellt worden sei; das ZDF hingegen beruft sich dagegen auf die Freiheit der Kunst und legte Berufung ein. Der Warschauer Zivilrecht-Experte Daniel Wieckowski wies darauf hin, dass solche Klagen häufig Propagandazwecken dienten, mit denen der Kläger versuche, die Aufmerksamkeit auf sich zu ziehen.
In Polen reichte die Empörung über den Film quer durch alle politischen Lager. Neben konservativen Medien übte auch die linksliberale Tageszeitung Gazeta Wyborcza scharfe Kritik am Film und fragte: „Wer erklärt den Deutschen, dass die AK nicht die SS ist?“ Zur Darstellung der Polen in Unsere Mütter, unsere Väter äußerten sich einige polnische Historiker, die eine etwas differenziertere Sicht auf die Dinge anmahnten. Zwar sei es Konsens in der polnischen Geschichtswissenschaft, dass es antisemitische Haltungen in der polnischen Bevölkerung gegeben habe, aber die Darstellung der Heimatarmee im Film sei sehr einseitig in diesem Aspekt gewesen. Einzelne Historiker sprachen von Geschichtsverfälschung. Weitere polnische Stimmen riefen zu mehr Gelassenheit bei der Bewertung künstlerischer, also fiktionaler Werke auf und erwähnten, dass es den Polen auch guttue, von Zeit zu Zeit in den Spiegel zu schauen.
Die Historikerin Julia Meyer Gross lieferte eine ausführliche Analyse der fünf Freunde in ihrem Buch „Der totgeglaubte Held als TV-Event – Eine Studie zum gegenwärtigen Heldenbild in der Trilogie „Unsere Mütter, unsere Väter“ (2013). Meyer Gross wies auf die Gefahr des neuen TV-Formats des Doku-Entertainments hin, dessen Produktionen den Zuschauern suggerieren, historische Gegebenheiten authentisch abzubilden, aber de facto fiktive Konstrukte darstellen. Besonders besorgniserregend bewertete die Autorin die Inszenierung des jüdischen Protagonisten, der, anders als seine heroisch inszenierten, deutschen Freunde, den Krieg als Seitenwechsler und Opportunist überlebt. Das Buch verdeutlicht unter anderem, wie im Film historische Fakten missachtet und mit neuen Deckerzählungen bedacht werden, wenn beispielsweise ein Zug mit jüdischen Deportierten durch eine idyllische Landschaft fährt und im Film nie in einem KZ ankommt, sondern stattdessen zum Schauplatz der Rettung jüdischer Deportierter wird.
David Wildermuth, der zur Geschichte des Holocaust und zum Zweiten Weltkrieg forscht, bezweifelt, dass der Film wie angekündigt ein Kondensat der Realität wäre. Ein Film, in dem zwei Brüder ihre jeweiligen Wehrmachtsvorgesetzten erschießen und die Aufopferung und das Leiden seiner fünf Protagonisten, von denen keiner ein echter Nazi war, in den Vordergrund stellt, verzerrt für ihn die Realität. Der Film suggeriere, dass die Unterstützung des nationalsozialistischen Vernichtungskrieges geringer und der Widerstand innerhalb der Armee größer gewesen sei als historisch belegt. Das millionenfache Leiden der russischen Kriegsgefangenen dagegen wurde ausgeklammert. Das von den Soldaten erzeugte Leid bleibt im Hintergrund. Die Motivation, warum die unpolitischen, einfachen und ehrenhaften Soldaten so bereitwillig am Vernichtungskrieg teilnahmen, wird nicht thematisiert.

### Kritiken

#### Positive Kritiken
„Der Film ist schon deshalb ein Fortschritt, weil wir den Krieg gegen die Sowjetunion im deutschen Fernsehen noch nie auf eine so ungeschönte Weise gesehen haben. Der Vorzug dieses Dreiteilers sind seine Grautöne: keine eindimensionalen, idealisierten Figuren, keine Einladung zur leichten Identifikation, kein Melodrama, sondern gebrochene Charaktere, die sich ihrer Mitschuld bewusst werden. […] Das Drehbuch verarbeitet sehr gekonnt Ergebnisse der jüngeren zeitgeschichtlichen Forschung: die Beteiligung der Wehrmacht an der Ermordung der Juden, Geiselerschießungen im Partisanenkrieg, den Kommissarbefehl – aber etwa auch die Kaltschnäuzigkeit, mit der sich Volksgenossen in den Wohnungen der deportierten Juden breitmachen. Dass die Erfahrungsgeschichte des Krieges in dieser Eindringlichkeit und Differenziertheit aufgegriffen wird – das ist wichtig und neu.“

„Ein Dreiteiler, der unter die Haut geht: Am Beispiel fünf junger Menschen, alle Mitte/Ende 20, werden das Grauen, der Schmerz und die schuldhaften Verstrickungen des Zweiten Weltkrieges für eine ganze Generation nachempfunden.“ Das Fernsehmagazin Hörzu kam zu dem Urteil, dass der Film beispielhaft die Schicksale junger Menschen zeige, und gab die Höchstwertung: Großartig“

„Sechs Jahre arbeitete Stefan Kolditz (Dresden) am Drehbuch – der Aufwand lohnte sich. Rundum gelungenes Mammutprojekt, das keine Sekunde langweilt. […] ‚Band of Brothers‘ stand Pate für Philipp Kadelbachs bewegende, ohne Heldenpathos erzählte und von Kameramann David Slama bestechend auf Zelluloid gebannte Schicksale. Ein nicht geringer Teil des 10-Millionen-Euro-Budget floss in Ausstattung und Kulissen.“ Das Fernsehmagazin Gong kam zu dem Gesamturteil: „Facettenreiches, gefühlsstarkes Generationenporträt“ und gab die Höchstwertung von sechs Punkten, was dem Urteil Spitzenleistung entspricht.“

„Gerade der erste Teil erzählt nach Vorbild von US-Serien in schneller Taktung von einem Nebeneinander von Freundschaft, Verrat und Kriegsgräueln. Und das ausgerechnet an einem Sonntagabend, wo sonst in entschleunigten Rührstücken schöne Menschen in schönen Landschaften rumstehen. Respekt ans ZDF für dieses Programmier-Bravourstück.“

„Dieser Film, den Nico Hofmann produziert und dessen vorzügliches Drehbuch Stefan Kolditz geschrieben hat, besitzt in seiner unbestreitbaren Wucht und Monstrosität die Chance, den letzten Zeitgenossen noch einmal inmitten ihrer Familie die Zunge zu lösen. Er leitet, das haben Vorabkritiken mit Recht hervorgehoben, eine neue Phase der filmisch-historischen Aufarbeitung des Nationalsozialismus ein.“

#### Negative Kritiken
„Nichts von dem Vertrauen und der Liebe, die Hitler gerade aus der Jugend entgegenschlug. Nichts von der festen Überzeugung, dass Europa von Deutschland beherrscht werden müsse. Und dass es besser wäre, die Juden wären weg. Nicht, dass sie umgebracht werden sollten – aber weg sollten sie sein. Und ganz normale Deutsche, wie hier beschrieben, waren die Juden selbst in den Augen derjenigen Deutschen nicht, die den Nazis eher reserviert gegenüberstanden. […] Die Nazis sind hingegen die üblichen Charaktermasken. […] Der SD-Mann, der ein jüdisches Kind erschießt und später Partisanen jagt, ist der Inbegriff eines mordgierigen Satans. SD-Offiziere waren aber in der Regel gebildete und kultivierte Leute, die davon überzeugt waren, dass es richtig war, diesen Krieg zu führen und die Juden zu verfolgen und umzubringen. […] Die Vorstellung, dass der SD-Offizier ein Kind erschießt, weil er eben ein asozialer Sadist ist, gehört eher zu den Lebenslügen unserer Geschichte. Die Nazis, das sind in diesem Film nicht unsere Mütter und Väter, sondern die anderen. […] Unsere Väter und unsere Mütter waren eben nicht nur junge Leute, die einfach nur leben wollten, es wegen des Krieges aber nicht konnten, wie es der Film suggeriert. Es handelte sich um eine hoch ideologisierte, politisierte Generation, die den deutschen Sieg, den Sieg des nationalsozialistischen Deutschlands wollte, weil sie ihn für richtig hielt.“

„Dem Film gelingt es nicht zu zeigen, warum der Nationalsozialismus funktionierte. Die fiktiven 20-Jährigen wirken wie Opfer der übermächtigen Kriegsgewalt, ohne Mitverantwortung. Was fehlt, ist die Generation der 30- bis 40-Jährigen, die das System auch im Kleinen bauten und trugen, und zwar mit einer Mischung aus Überzeugung und Nutzenkalkül. Dies müsste ein Film leisten: endlich einmal die vielen normalen Profiteure zu zeigen, ohne sich in Stereotypen zu verfangen.“

„Eine Aneinanderreihung von Klischees, erzählt in plumpen Dialogen und platten Bildern, ohne Hintersinn, verkitscht, und vor allem, was moralisch das Schlimmste ist, voll pathetischem Selbstmitleid.“

„Unsere Mütter, unsere Väter ist ein von jeder inneren ästhetischen Spannung befreites Volkserziehungsunternehmen. […] Bei sowas steht das versammelte Feuilletonwesen Nationalhymne bei Fuß. Man identifiziert sich aber sowas von hundertprozentig mit der didaktisch-erzieherischen Intention. Der böse Krieg unterm bösen Hitler ging unter unseren Müttern, Großmüttern, Vätern und Großvätern wohl verloren. Schlimmer noch: Wir sahen nicht gut aus dabei. Wäre aber gelacht, ließe sich da nicht nachträglich noch etwas machen. Schließlich sind wir Knopp (und teamworx) sei Dank das historisch besterzogene Volk der Welt. Weltmarktführer quasi im Büßen. Und da haben wir ihn dann wieder: Unseren moralischen Sieg. So viel Verlogenheit sollte man besser wirklich nicht ignorieren.“

„Das Problem ist weniger, dass die letzten Zeitzeugen ‚inkorrekte‘ Erinnerungen in den Strom einspeisen, sondern dass diese in den Dienst einer ‚Renationalisierung‘ von Geschichtsdeutung gestellt werden. Vieles deutet darauf hin, dass der universale Bezugspunkt, den der Holocaust darstellt, allmählich abgelöst wird. Aber was kommt danach?“

„Zwar zählt zu den fünf Freunden auch der (Alibi-)Jude Viktor, allerdings beschränkt sich seine Funktion auf diskretes Verschwinden. […] Und so ist die Trilogie eine Offenbarung für alle, die schon immer wussten, dass nicht nur die Juden, sondern auch und vor allem die Deutschen Hitler zum Opfer fielen.“

„‚Generation War‘ […] is perhaps more interesting as an artifact of the present than as a representation of the past. As the Second World War slips from living memory, as Germany asserts its dominant role in Europe with increasing confidence, and as long-suppressed information emerges from the archives of former Eastern bloc countries, the war’s cultural significance for Germans has shifted. Coming after the silence of the ’50s and early ’60s and the angry reckonings of the ’70s and ’80s, ‚Generation War,‘ emotionally charged but not exactly anguished, represents an attempt to normalize German history. Its lesson is that ordinary Germans […] were not so different from anyone else, and deserve the empathy and understanding of their grandchildren. This may, in the abstract, seem fair enough, but the film slips into a strange, queasy zone between naturalism and nostalgia. In effect, it is a plea on behalf of Germans born in the early 1920s for inclusion in a global Greatest Generation, an exercise in selective memory based on the assumption that it’s time to let bygones be bygones.“

„‚Unsere Mütter, unsere Väter‘ […] ist vielleicht als Artefakt der Gegenwart interessanter als eine Darstellung der Vergangenheit. Während der Zweite Weltkrieg aus dem Gedächtnis verschwindet, weil Deutschland seine dominierende Rolle in Europa mit wachsendem Selbstvertrauen behauptet und sich lange Zeit unterdrückte Informationen aus den Archiven der ehemaligen Ostblockstaaten eröffneten, hat sich die kulturelle Bedeutung des Krieges für die Deutschen gewandelt. Nach dem Schweigen der 50er und frühen 60er sowie den wütenden Abrechnungen der 70er und 80er Jahre, kommt ‚Unsere Mütter, unsere Väter‘ emotional aufgeladen daher, aber nicht eigentlich angstvoll, sondern stellt einen Versuch dar, die deutsche Geschichte zu normalisieren. Seine Lektion sei, dass gewöhnliche Deutsche […] sich nicht so sehr von anderen unterschieden und eigentlich die Empathie und das Verständnis ihrer Enkelkinder verdienten. Dagegen mag an und für sich nichts einzuwenden sein, aber der Film rutscht in eine seltsame, mulmige Zone zwischen Naturalismus und Nostalgie. In der Tat ist es ein Plädoyer für die Deutschen, die in den frühen 1920er Jahren geboren wurden, um in eine globale Greatest Generation [Anm. Selbstwahrnehmung der US-amerikanischen Kriegsgeneration (Tom Brokaw)] aufgenommen zu werden, eine Übung in selektivem Gedächtnis, basierend auf der Annahme, dass es Zeit ist, Vergangenes vergangen sein zu lassen.“

### Auszeichnungen
- 2013: Bayerischer Fernsehpreis – Sonderpreis für das Schauspieler-Ensemble: Volker Bruch, Tom Schilling, Katharina Schüttler, Miriam Stein und Ludwig Trepte
- 2013: Deutscher Fernsehpreis in der Kategorie Bester Mehrteiler
- 2013: 7 Auszeichnungen der Deutschen Akademie für Fernsehen (Regie: Philipp Kadelbach, Schauspieler Hauptrolle: Tom Schilling, Szenenbild: Thomas Stammer, Kostümbild: Wiebke Kratz, Maskenbild: Gerhard Zeiss, Stunt: Sandra Barger & Wanja Götz, Casting: Sarah Lee & Nina Haun)
- 2013: Seoul International Drama Awards für Beste Miniserie und Bester Regisseur
- 2014: Goldene Kamera in der Kategorie Bester Fernsehfilm
- 2014: Jupiter in der Kategorie Bester deutscher TV-Spielfilm
- 2014: International Emmy Award in der Kategorie Miniserie[52]